# Lark Voorhies
Lark Voorhies (Nashville, 25 de março de 1974) é uma atriz estadunidense. Ela é mais conhecida pelo papel de "Lisa Turtle" na série Saved by the Bell.

## Filmografia

### Televisão
| Ano           | Título                                  | Papel                                         | Notas                                             |
| ------------- | --------------------------------------- | --------------------------------------------- | ------------------------------------------------- |
| 1988–89       | Good Morning, Miss Bliss                | Lisa Turtle                                   | 13 episódios                                      |
| 1988, 1989    | Small Wonder                            | Brandie Ross Binky                            | "When You Hear the Beep" "The Tattletale"         |
| 1989          | The Robert Guillaume Show               | Danica                                        | Episódio: "Educating Ann"                         |
| 1989–93       | Saved by the Bell                       | Lisa Turtle                                   | 86 episódios                                      |
| 1992          | The Fresh Prince of Bel-Air             | Cindy                                         | Episódio: "Mama's Baby, Carlton's Maybe"          |
| 1992          | Saved by the Bell: Hawaiian Style       | Lisa Turtle                                   | Filme para TV                                     |
| 1993          | Martin                                  | Nicole                                        | 2 episódios: "The Break Up" (Partes 2 & 3)        |
| 1993          | Getting By                              | Tasha                                         | 2 episódios: "Men Don't Dance", "Turnabout Dance" |
| 1993–94       | Days of Our Lives                       | Wendy Reardon                                 |                                                   |
| 1994          | Saved by the Bell: The College Years    | Lisa Turtle                                   | Episódio: "Wedding Plans"                         |
| 1994          | Saved by the Bell: Wedding in Las Vegas | Lisa Turtle                                   | Filme para TV                                     |
| 1994          | Me and the Boys                         | Denise                                        | Episódio: "Talent Show"                           |
| 1994          | Saved by the Bell: The New Class        | Lisa Turtle                                   | Episódio: "Goodbye Bayside" (Parte 2)             |
| 1995          | CBS Schoolbreak Special                 | Breena Black                                  | Episódio: "What About Your Friends"               |
| 1995          | Star Trek: Deep Space Nine              | Leanne                                        | Episódio: "Life Support"                          |
| 1995          | Family Matters                          | Dream Girl                                    | Episódio: "Home Sweet Home"                       |
| 1995–96, 2004 | The Bold and the Beautiful              | Jasmine Malone                                | Original por (1995-96); relançado em 2004         |
| 1997          | Malcolm & Eddie                         | Lydia                                         | Episódio: "Club Story"                            |
| 1997          | The Last Don                            | Tiffany                                       | Mini-série                                        |
| 1997–99       | In the House                            | Mercedes Langford                             | 18 episódios                                      |
| 1998          | The Love Boat: The Next Wave            | Johari Mayfield                               | Episódio: "I Can't Get No Satisfaction"           |
| 1999          | Mutiny                                  |                                               | Filme para TV                                     |
| 1999          | The Parkers                             | Chandra                                       | 2 episódios                                       |
| 2000          | Grown Ups                               | Stacy                                         | Episódio: "J's Pet Peeve"                         |
| 2001          | Fire & Ice                              | Holly Aimes                                   | Filme para TV                                     |
| 2002          | Widows                                  |                                               | Mini-série                                        |
| 2008          | Robot Chicken                           | Lisa Turtle / Betty Childs / Borg Queen (voz) | Episódio: "Boo Cocky"                             |

### Filmes
| Ano  | Título                       | Papel        |
| ---- | ---------------------------- | ------------ |
| 1997 | Def Jam's How to Be a Player | Lisa         |
| 2000 | Longshot                     | Woman at Bar |
| 2001 | How High                     | Lauren       |
| 2002 | Civil Brand                  | Lil' Mama    |
| 2008 | The Next Hit                 | Ana Smith    |